# .416 Rigby

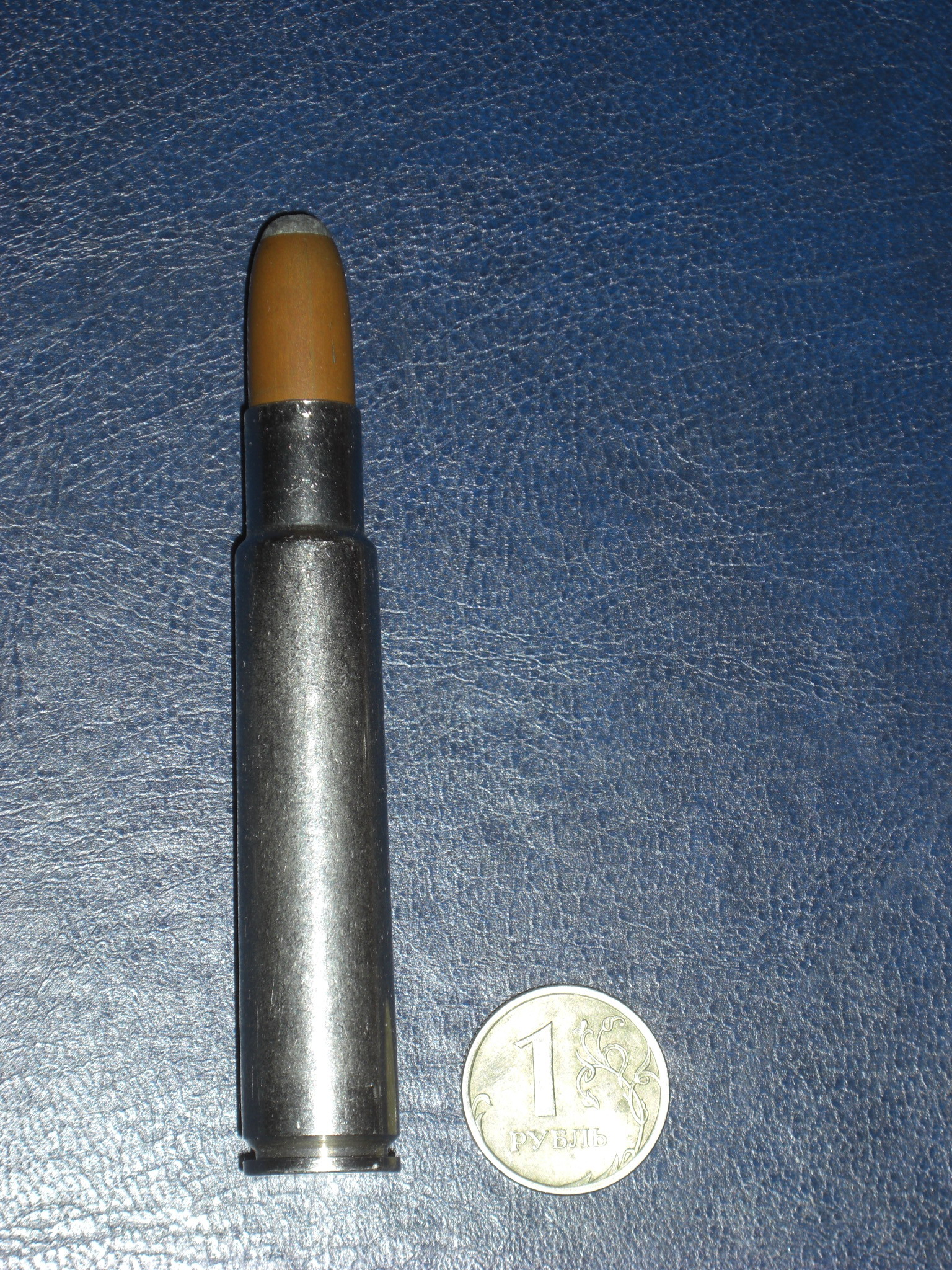
.416 Rigby

.416 Rigby (10,6 × 74 mm) är den kanske mest kända kalibern för storviltsjakt, företrädesvis i Afrika och för farligt vilt såsom lejon. Lanserades 1911.

## Prestanda
(Prestanda varierar med olika laddningar, kulvikter, pipor mm och anges därför ungefärligt)
Utgångshastighet: 740 m/s
Anslagsenergi efter 100 meter: 5 000 Joule